# زانکت بارتولوما
زانکت بارتولوما (به آلمانی: Sankt Bartholomä) یک منطقهٔ مسکونی در اتریش است که در گراتس اومگبونگ واقع شده‌است. زانکت بارتولوما ۱۱٫۷۵ کیلومتر مربع مساحت دارد ۴۹۹ متر بالاتر از سطح دریا واقع شده‌است.